# Башинформ
«Башинформ» (баш. Башинформ) — российское информационное агентство, расположенное в городе Уфе, Республика Башкортостан. Материалы публикуются на русском, английском и башкирском языках. Распространение информации производится электронным способом и размещением на сайте агентства.
Полное официальное наименование — Акционерное общество «Информационное агентство „Башинформ“», учредитель которого — Правительство Республики Башкортостан.

## История
1 августа 1992 года постановлением Президиума Верховного Совета Республики Башкортостан учреждено Республиканское информационно-правовое агентство «Версия» на базе одноименной газеты. Инициатива создания агентства исходила от руководителя пресс-службы МВД Республики Башкортостан Виктора Журавлева. В 1992—1994 годах ИА «Башинформ» базировалось в здании Министерства внутренних дел по Республике Башкортостан по адресу г. Уфа, ул. Ленина, 7.
В 1994 году РИА «Версия» преобразовано в государственное информационно‑правовое агентство «Башинформ», а в 1995 году в государственное информационное агентство Республики Башкортостан «Башинформ».
В 2002 году преобразовано в ОАО «Информационное агентство «Башинформ» по инициативе руководителя Администрации Президента Республики Башкортостан Ильдара Гимаева, который стал первым председателем совета директоров общества. 

## Расположение агентства
В 1995—2002 годах ГИА РБ «Башинформ» располагалось по адресу ул. Гафури, 101.
В 2002 году по инициативе первого Председателя Совета директоров ОАО ИА «Башинформ» Ильдара Гимаева, агентству было передано здание бывшего треста «Башфото» — «Нур» по ул. Кирова, 45
В ИА «Башинформ» — две популярные в Башкортостане площадки для проведения пресс-мероприятий, конференц-зал на 30 журналистов и 4 спикера и конференц-холл на 72 кресла в зале и 4 места в президиуме. Каждый год на этих площадках проводится от 150 до 200 мероприятий.

## Руководство
В разное время агентство «Башинформ» возглавляли:
- Журавлёв Виктор Игнатьевич
- Азнабаев Юнир Ахметзянович
- Ульчев Максим Владимирович

## Фотогалерия
- Здание ОАО ИА «Башинформ» по ул. Кирова, 45
- Малый конференц-зал, пресс-конференция в честь 10-летия Башкирской Википедии (24 апреля 2015 года)
- Малый конференц-зал, на четыре места спикера уместились пять организаторов Вики-Сабантуя 2015
- Благодарственное письмо заместителю главного редактора ОАО ИА «Башинформ» Алику Шакирову вручает директор НП «Викимедиа РУ» Владимир Медейко

## Рейтинги
- Сайт ИА «Башинформ» обладает самым высоким показателем тИЦ (тематический Индекс цитирования) в Башкортостане по данным Яндекс. Каталога (на июль 2015 года).

- ИА «Башинформ» в течение многих лет является лидером среди СМИ, издающихся в Башкортостане, по цитируемости[4].

- По итогам конкурса на освещение работы регионального отделения партии «Единая Россия» в 2015 году ИА «Башинформ» признано «Золотым сайтом».
- Агентство в течение года увеличило свою аудиторию в два раза, достигнув до 900 тысяч посетителей в месяц, по ежемесячной аудитории занимает первое место среди государственных СМИ ПФО[5].
- На ленте ИА "Башинформ" ежедневно публикуется 90 материалов, а также: 30 - в "Общественной электронной газете", 30 - на английском и башкирском языках, 50 постов в соцсетях.
- Среднее число просматриваемых пользователем страниц за год - 7,5 млн. Количество уникальных пользователей - 1,5 млн.
- Общее суммарное число просмотров в соцсетях ИА "Башинформ" за 2022 год - более 417,7 млн просмотров. Количество подписчиков в соцсетях - 665.

## Издания, проекты ИА «Башинформ»
- Совместно с Уфимским полиграфкомбинатом агентство выпустило ряд книг серии «Версия».
- Лента новостей. Обновляется 7 дней в неделю, 50-80 информационных сообщений в сутки, 15 тысяч в год.
- «Общественная Электрогазета. РФ».
- Социально-правовая газета «Версия Башкортостана» (закрыта в июле 2013 года по экономическим соображениям).